# أوتو جوليوس زوبل
أوتو جوليوس زوبل (بالإنجليزية: Otto Julius Zobel)‏ (20 أكتوبر 1887 - يناير 1970) هو مهندس كهربائي أمريكي عَمل في التليفون والتلغراف الأمريكي في بدايات القرن العشرين.

## ولادته
ولد زوبل في 20 أكتوبر من العام 1887 في ريبون.